# خوسيه غوادالوبي غارسيا راميريز
خوسيه غوادالوبي غارسيا راميريز (بالإسبانية: José Guadalupe García Ramírez)‏ هو سياسي مكسيكي، ولد في 9 ديسمبر 1968 في مدينة كيريتارو في المكسيك. حزبياً، نشط في حزب العمل الوطني. وقد انتخب عضو مجلس النواب المكسيك.